# Кан, Василий Семёнович
Василий Семёнович Кан (26 мая 1904 года, село Верхние Сидими, Адиминская волость, Посьетский участок, Южно-Уссурийский край — 25 мая 1969 года, Талды-Курган, Казахская ССР) — звеньевой колхоза имени Димитрова Нижне-Чирчикского района Ташкентской области, Узбекская ССР. Герой Социалистического Труда (1951).

## Биография
Родился в 1904 году в селе Верхние Сидими Посьетского участка (ныне — Посьетский район) Южно-Уссурийского края.
В 1918 году окончил пять классов церковно-приходской школы в селе Барабаш Раздольнинской волости Посьетского участка. До 1924 года трудился в домашнем хозяйстве. С 1924 года — продавец в магазине сельпо в селе Верхние Сидими. С 1927 по 1932 года — кассир, заведующий складом Леспромхоза в селе Барабаш. До 1933 года — заведующий столовой облсобеса во Владивостоке. С 1933 по 1937 года — заведующий магазином в посёлке Спасск-Дальний.
В 1937 году депортирован в Южно-Казахстанскую область. В 1938—1941 годах трудился на строительстве резинового завода в Кзыл-Орде. С 1941 года проживал в Узбекистане. С 1942 по 1955 года — рядовой колхозник, звеньевой в колхозе имени Энгельса (позднее — имени Димитрова) Нижне-Чирчикского района.
В 1950 году звено Александра Пака собрало в среднем по 98,8 центнера зеленцового стебля кенафа с каждого гектара площадью 12,4 гектаров. Указом Президиума Верховного Совета СССР от 17 июля 1951 года удостоен звания Героя Социалистического Труда с вручением ордена Ленина и золотой медали «Серп и Молот».
С 1955 по 1957 года — колхозник в колхозе имени Хрущёва Сыр-Дарьинского района Ташкентской области. С 1957 по 1966 года — колхозник в колхозе имени Димитрова Нижне-Чирчикского района. В 1966 году трудился в колхозе «Большевик» Каратальского района Алма-Атинской области и 1967 году — в колхозе «Победа» Ферганской области.
После выхода на пенсию проживал в городе Талды-Кургане, где скончался в 1969 году.